# Dopamin-Rezeptoren

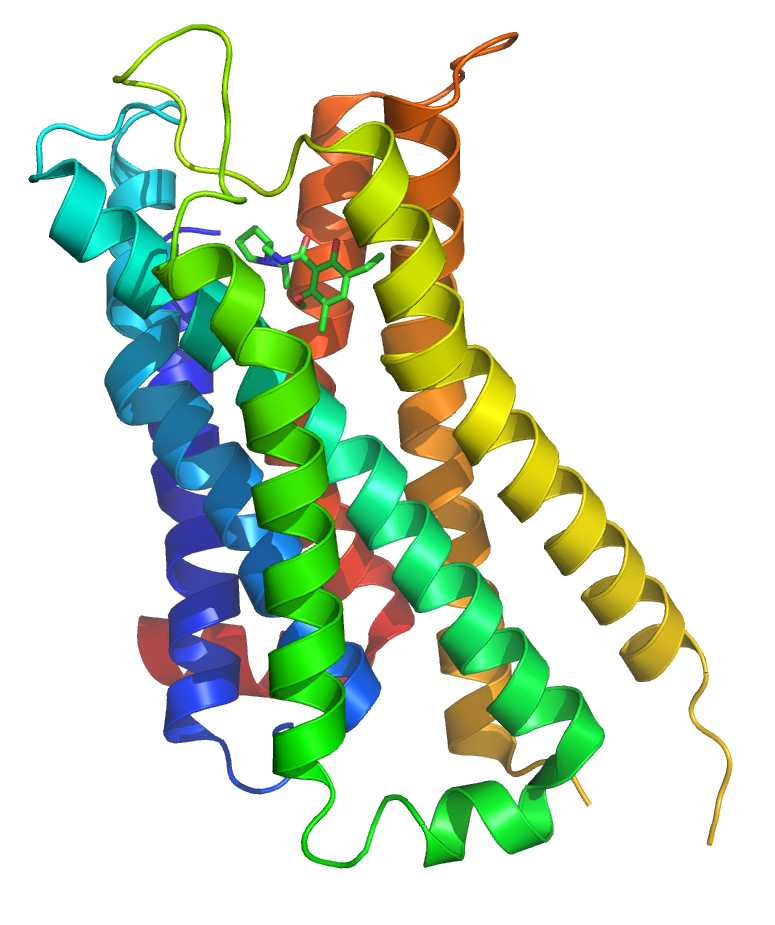
3D-Strukturmodell des Dopamin-D_{3}-Rezeptors mit einem gebundenen Liganden

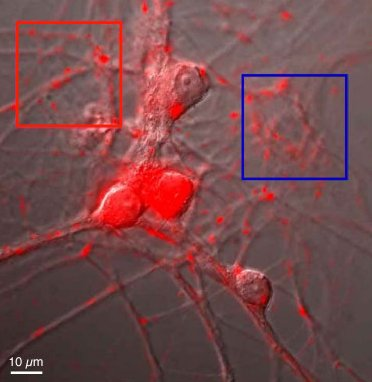
Nervenzelle mit rot markierten Dopamin-Rezeptoren

Dopamin-Rezeptoren sind die Empfangseinheit für Signale durch den Neurotransmitter Dopamin. Der Rezeptor ist auf der Zelloberfläche unter anderem von speziellen Neuronen und von speziellen glatten Muskelzellen von Nierengefäßen zu finden. Man kennt heute fünf unterschiedliche Formen des Dopamin-Rezeptors. Dabei stellen D1- und D2-Rezeptoren mengenmäßig die häufigsten Unterformen dar. Diese unterscheiden sich durch den unterschiedlichen Signalweg (sogenannten second messenger) vom Rezeptor in die Zelle und durch unterschiedliche pharmakologische Beeinflussbarkeit. Die Beeinflussung von Dopamin-Rezeptoren durch sogenannte Agonisten bzw. Antagonisten spielt eine wichtige Rolle in der Behandlung des Morbus Parkinson, dem Erbrechen und bei der Behandlung mit Neuroleptika. Mutationen im DRD2-Gen sind assoziiert mit Alkoholismus und myoklonischer Dystonie.

## Gruppeneinteilung
Man unterscheidet auf Grund des unterschiedlichen intrazellulären Signalweges und Wirkung zwei Gruppen von Dopamin-Rezeptoren:
1. D1/D5-Gruppe (kurz D1-ähnliche Gruppe): Bei Stimulation dieser Rezeptoren-Gruppe durch Dopamin erfolgt die intrazelluläre Signalübermittlung zuerst über ein sogenanntes stimulatorisches G-Protein. Dieses aktiviert das Enzym Adenylatzyklase. Die aktivierte Adenylatzyklase bewirkt die Umwandlung von intrazellulärem ATP in cAMP (zyklisches AMP). Dieses aktiviert wiederum andere intrazelluläre Proteine. Sinn dieser Signalkaskade ist vor allem die Verstärkung des Signals, das von einem Rezeptor ausgeht, da auf jeder Aktivierungsstufe mehrere folgende Proteine aktiviert werden. Diese Gruppe wirkt somit aktivierend auf die Zelle.
2. D2/D3/D4-Gruppe (kurz D2-ähnliche Gruppe): Bei Stimulation dieser Rezeptoren-Gruppe durch Dopamin erfolgt die intrazelluläre Signalübermittlung zuerst über ein sogenanntes inhibitorisches, d. h. hemmendes G-Protein. Dieses Protein hemmt die Adenylylcyclase. Dadurch wird weniger cAMP hergestellt und somit der nachfolgende Signalweg gehemmt. Außerdem aktiviert diese Gruppe Kalium-Kanäle. Dadurch wird z. B. das Ruhepotential von Nervenzellen stabilisiert und eine Erregung einer Nervenzelle unwahrscheinlicher. Diese Gruppe wirkt somit auf die Zelle hemmend.

## Unterformen des Dopamin-Rezeptors
- D1 kommt auf glatten Muskelzellen von Nieren- und Mesenterialgefäßen, Basalganglien, dem Nucleus accumbens und der Großhirnrinde vor. Er bewirkt eine Dilatation der Nieren- und Mesenterialgefäße und damit vermehrte Durchblutung von Niere und Darm.
- D2 findet sich im Nucleus accumbens, Corpus striatum, dem Hypophysenvorderlappen und der Area postrema. Im Hypophysenvorderlappen hemmt Dopamin darüber die Freisetzung des Hormons Prolaktin, in der Area postrema wird über die Aktivierung das Erbrechen ausgelöst. Außerdem werden über den D2-Rezeptor positive und negative Schizophreniesymptome vermittelt.
- D3 kommt im Cerebellum (Kleinhirn) vor und hemmt Adenylylcyclasen; er ist das Ziel verschiedener Arzneistoffe, die gegen Schizophrenie, Abhängigkeitssyndrom und die Parkinson-Krankheit eingesetzt werden.[1] D3-Agonisten wie 7-OH-DPAT, Pramipexol und Rotigotin zeigen unter anderem antidepressive Effekte in Nagetier-Modellen von Depressionen.[2][3]
- D4 kommt im Hippocampus, dem Frontallappen und der Amygdala vor.
- D5 existiert im Hippocampus und der Amygdala.

## Struktur
Dopaminrezeptoren sind Proteine, die durch ihr zentrales Strukturmotiv, nämlich sieben die Zellmembran durchspannende Helices, geprägt sind. Diese postulierte Struktur konnte für den D3-Rezeptor mit Hilfe der Kristallstrukturanalyse bestätigt werden.

## Pharmakologie
Die unterschiedliche Pharmakologie der folgenden Substanzen erklärt sich unter anderem durch die unterschiedliche Verbreitung der Stoffe ins Hirn über die Blut-Hirn-Schranke. So gelangt zum Beispiel infundiertes Dopamin nicht direkt ins Gehirn, Apomorphin überwiegend nur in den Bereich der Area postrema. Die Area postrema ist eines der sogenannten Zirkumventrikulären Organe. Hier findet sich eine Unterbrechung der Blut-Hirn-Schranke.
- Dopamin: Dopamin erregt bei Infusion vor allem die D1-Rezeptoren in den Nieren- und Mesenterialgefäßen und erhöht damit zunächst die Durchblutung in den Nieren und im Darm. Bei höherer Dosierung dann auch Wirkungen über Adrenozeptoren.
- Apomorphin: Apomorphin aktiviert D2-Rezeptoren. Einsatz hauptsächlich zur Kompensation des Dopamindefizits beim Morbus Parkinson. Starker Trigger des Brechreizes.
- Bromocriptin: Bromocriptin aktiviert den D2-Rezeptor. Einsatz unter anderem bei Morbus Parkinson, zum Abstillen (hemmt Prolactin-Bildung). Nebenwirkungen sind unter anderem Übelkeit und Erbrechen.
- Metoclopramid und Domperidon: Metoclopramid blockiert unter anderem den D2-Rezeptor in der Area postrema und hemmt dadurch das Auslösen von Erbrechen. Domperidon beschleunigt wohl unter Hemmung des D2-Rezeptors die Magenbewegung in Richtung Duodenum. Anwendung beider Substanzen daher als sogenannte Antiemetika bei rezidiviertem Erbrechen und als Prokinetika.
- Haloperidol, Acepromazin und andere Neuroleptika: Diese hemmen überwiegend den D2-Rezeptor (evtl. auch D4 und D3). Verwendung u. a. bei Schizophrenien und Erregungszuständen.
- Clozapin: Clozapin ist ein atypisches Neuroleptikum und hemmt vor allem den D4-Rezeptor. Es kommt z. B. bei Schizophrenien zum Einsatz.
- Pramipexol aktiviert die D3-Rezeptoren im limbischen System und im frontalen Kortex.[5]